# 青山秘成
青山 秘成（あおやま やすなり、万治元年（1658年） - 享保17年7月13日（1732年9月1日））は、江戸時代前期から中期の旗本・寄合。官位は従五位下、丹後守、伊賀守、備後守。妻は川勝隆尚の養女。初名は幸能、基成。通称は内記。号は壽久。養子に幸覃（青山幸高六男）、養女に安部信賢室（実父：青山忠重）がいる。

## 生涯
万治元年（1658年）、青山幸通の子として生まれる。延宝4年（1676年）1月12日に父・幸通の遺領の内、2,500石を継ぎ、500石は弟・亀之丞に分与した。貞享2年（1685年）1月22日に小姓組組頭、貞享4年（1687年）12月15日に小姓組番頭となり、同年12月25日に従五位下丹後守に叙任される。元禄3年（1690年）7月3日、書院番番頭に移り、元禄9年（1696年）4月14日、側衆に任ぜられる。
元禄13年（1700年）正月、1,000石を加増。享保5年（1720年）4月5日、駿府城代に任ぜられる。2,000石を加増され、合わせて5,500石となる。享保10年（1725年）3月15日、職を辞する。同年6月、駿河国内の領地を下総国香取郡・海上郡に移される。享保12年（1727年）5月2日に致仕し、家督は養子の幸覃が継いだ。
享保17年（1732年）7月13日、死去。享年75。

## 登場作品
『暴れん坊将軍VII』（1996年、テレビ朝日、第6話てんやわんやの親孝行、演：中舘英暢）